# يان وليامز (موسيقي)
يان وليامز (بالإنجليزية: Ian Williams)‏ هو موسيقي ومغني وملحن وعازف قيثارة أمريكي، ولد في 31 أغسطس 1970 في جونستاون في الولايات المتحدة.

## وصلات خارجية
- يان وليامز على موقع ميوزك برينز (الإنجليزية)
- يان وليامز على موقع ديسكوغز (الإنجليزية)